# 트리보네마목
트리보네마목(Tribonematales)는 황록조강에 속하는 부등편모조류 조류 목의 하나이다. 5과 130종을 포함하고 있다.

## 하위 과
- 헤테로덴드론과 (Heterodendraceae) - 2종
- 헤테로페디아과 (Heteropediaceae) - 62종
- 네오네마과 (Neonemataceae) - 유일종 Neonema pumilum
- 트리보네마과 (Tribonemataceae) - 44종
- 크산토네마과 (Xanthonemataceae) - 21종